# Johan Kemp
Johan Valdemar Kemp (født 1. juli 1881 i Helsinki, død 20. oktober 1941 i Lahti) var en finsk idrætsmand, som deltog i OL 1908 i London. 

## Sport
Kemp var tilmeldt i flere atletikdiscipliner samt i gymnastik ved OL 1908. Men skønt han var tilmeldt i både kuglestød, to diskoskastkonkurrencer og spydkast, deltog han kun i spydkast, hvor hans resultat dog ikke er kendt.
Kemp var også med på det finske hold i mangekamp i gymnastik ved legene. Finnerne opnåede her 405 point, hvilket var tredjebedst, mens Sverige med 438 point vandt konkurrencen, og Norge med 425 point blev nummer to.

## Øvrige karriere
Kemp var i 1903 med i en strejke blandt finner i det finske storfyrstendømme mod værnepligten i det Russiske Kejserrige. Da han derfor frygtede for sin sikkerhed, boede han en tid i Lappland, men vendte hjem igen og fortsatte sin aktivisme.
Han var uddannet på Helsinki Universitet og blev derpå bankmand. I 1919 blev han afdelingsleder, hvilket han var i tyve år. Samtidig var han aktiv i de hvides modstand mod det russiske overherredømme og senere også aktiv på de hvides side i den finske borgerkrig.